# Olsker Pastorat
Olsker Pastorat er et pastorat i Bornholms Provsti (Københavns Stift). Pastoratet ligger i Bornholms Regionskommune (Region Hovedstaden). I Olsker Pastorat ligger Olsker Sogn.